# Iroha
Iroha (いろは?) es un poema japonés, probablemente escrito en el período Heian (794–1179 d. C.).    El primer registro de su existencia data del año 1079 y presenta una estructura de versos de 7 y 5 sílabas. El iroha se distingue por ser un pangrama perfecto, ya que emplea todos y cada uno de los kana exactamente una vez, incluyendo los kanas ゐ (wi) y ゑ (we), (con la excepción de ん [-n], que sería añadido posteriormente al silabario). Por este motivo, este poema ha sido empleado como ordenación del silabario japonés hasta las reformas en el mismo durante la era Meiji (finales del siglo XIX). 
Originalmente, el poema fue atribuido al monje Kūkai, el fundador de la secta budista esotérica Shingon en Japón, a quien también se le atribuye la invención de la escritura kana, pero esto era improbable, ya que se cree que en su época existían sonidos distintos para la e en las columnas a y ya de la tabla de los kana. El carácter え (e) del poema se habría leído ye, dejando el pangrama incompleto. Además, investigaciones recientes han demostrado que la fecha de composición del poema fue a finales del período Heian.
La palabra いろは (iroha) también se emplea como "el ABC" o "cosas básicas" en japonés.
| Japonés arcaico | Japonés arcaico      | Japonés moderno  | Japonés moderno  | Orden   | Traducción aproximada                  |
| hiragana        | transliteración      | kanji y hiragana | pronunciación    | números |                                        |
| --------------- | -------------------- | ---------------- | ---------------- | ------- | -------------------------------------- |
| いろはにほへと  | i ro ha ni ho he to  | 色は匂へど       | Iro wa nioedo    | 1 - 7   | Incluso las flores que florecen        |
| ちりぬるを      | chi ri nu ru wo      | 散りぬるを       | Chirinuru o      | 8 - 12  | Tarde o temprano se disiparán          |
| わかよたれそ    | wa ka yo ta re so    | 我が世誰ぞ       | Wa ga yo tare zo | 13 - 18 | ¿Quién en nuestro mundo                |
| つねならむ      | tsu ne na ra mu      | 常ならん         | Tsune naran      | 19 - 23 | No está cambiando?                     |
| うゐのおくやま  | u wi no o ku ya ma   | 有為の奥山       | Ui no okuyama    | 24 - 30 | Las montañas profundas de la vanidad-- |
| けふこえて      | ke fu ko e te        | 今日越えて       | Kyō koete        | 31 - 35 | Nosotros las cruzamos hoy              |
| あさきゆめみし  | a sa ki yu me mi shi | 浅き夢見じ       | Asaki yume miji  | 36 - 42 | Y no veremos sueños superficiales      |
| ゑひもせす      | we hi mo se su       | 酔ひもせず       | Yoihi mo sezu.   | 43 - 47 | Ni seremos engañados                   |